# Detschko Usunow

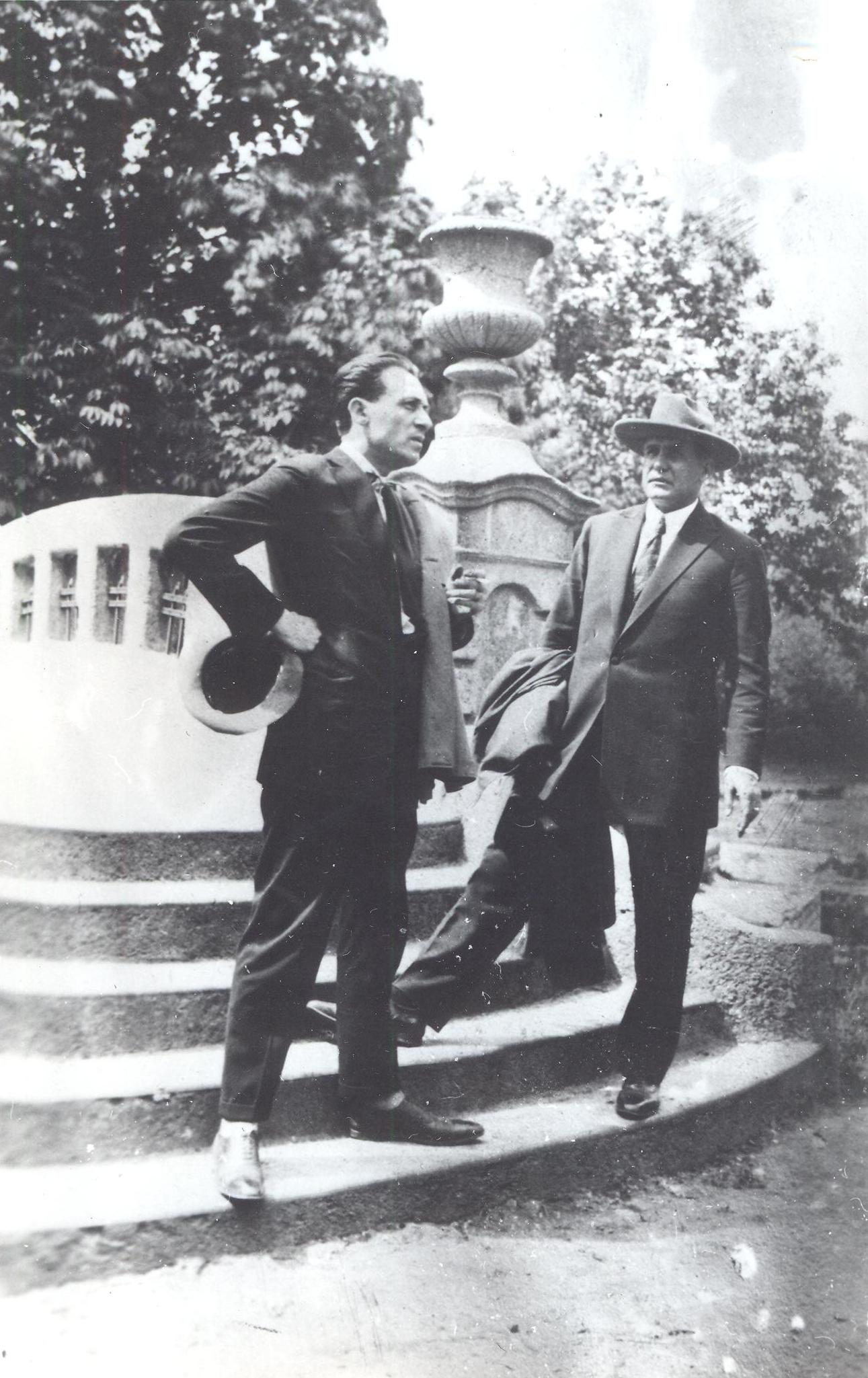
Detschko Usunow, links

Detschko Christow Usunow (bulgarisch Дечко Христов Узунов; * 22. Februar 1899 in Kasanlak; † 26. April 1986 in Sofia) war ein bulgarischer Maler.

## Leben
Usunow studierte an der Kunstakademie München Malerei. Im Jahr 1938 wurde er als Professor an der Kunstakademie Sofia tätig. Von 1965 bis 1970 war er Vorsitzender des Verbandes bulgarischer Künstler. 1973 wurde er Mitglied der Bulgarischen Akademie der Wissenschaften.
Usunow malte vor allem Porträts, Landschaften und Genrebilder. Er befasste sich jedoch auch mit Wandmalereien und Mosaiks und setzte hierbei Elemente der bulgarischen Volkskunst ein. Usunow wurde als Held der Sozialistischen Arbeit, mit dem Orden Georgi Dimitrow und dem Dimitrow-Preis ausgezeichnet. 

## Werke (Auswahl)
- Porträt N. Liliew, 1924
- Porträt N. Massalitinow, 1928
- K. Sarafow, 1932
- Stilleben, 1941
- Chinesische Kinder, 1958
- Am Vorabend, 1962
- Junge Frau, 1969
- Fruchtbarkeit, 1969